# تايشي موراتا
تايشي موراتا (村田太志 موراتا تايشي) هو مؤدي أصوات ياباني ولد في 13 مايو 1982 في محافظة كوتشي.

## أدواره في الأنمي

### مسلسلات أنمي تلفزيونية
- فقط لأن! - هاروتو سوما
- شوكوغكي نو سوما - شون إيبوساكي
- شوكوغكي نو سوما: الطبق الثاني - شون إيبوساكي
- شوكوغكي نو سوما: الطبق الثالث - شون إيبوساكي
- البدلة المتنقلة جاندام: أيتام الدم الحديدي - نوربا شينو
- جاندام بيلد دايفرز - ماغي
- آلدنوا زيرو - كولم كرافتمان
- طوكيو غول - إيبّي كوسابا
- هايكيو!! الموسم الثاني - أكينوري كونوها، يوشياكي نوروكاوا، رينتارو نوماجيري
- أول آوت!! - ماسارو إبومي
- دراغون بول سوبر - كاي
- متاعب سايكي كوسوؤو - تاكاهاشي
- أونميوجي نجم التوأم - أتسوشي سوكومازوكا
- فايري تايل - دينيب، دريك
- غانغستا - تريستان
- برينس أوف سترايد ألترنيتيف - تاكيشي إيفوكو
- كادو و الجواب الصحيح - ميتسوهيكو نومورا
- يوغي ZEXAL - كاسويل فرانسيس
- كل شيء يصبح أف - فوكاشي هاماناكا
- إعادة تجسيدي في هيئة هلام - كوغر
- سارازانماي - والد كازوكي ياساكا
- زويدز وايلد - هيجيكي
- هاكيو هوشين إنغي - كويوكين

### أنمي الإنترنت
- مونستر سترايك - ساكاموتو ريوما
- آيكو: إنكارنيشن - كازوكي ميناسي

### أفلام أنمي
- نداء القلب - إيتسوكي ميشيما

## أدواره في ألعاب الفيديو
- برينس أوف سترايد - تاكيشي إيفوكو، هيكارو أوسوي
- هايكيو!! كروس تيم ماتش! - أكينوري كونوها
- شوكوغيكي نو سوما: طبق الصداقة والروابط - شون إيبوساكي

## أدواره في الدبلجة اليابانية
- سايمبيلاين - كلوتين

## وصلات خارجية
- تايشي موراتا على موقع IMDb (الإنجليزية)
- تايشي موراتا على موقع ميوزك برينز (الإنجليزية)
- تايشي موراتا على موقع قاعدة بيانات الفيلم (الإنجليزية)
- تايشي موراتا على موقع ANN person (الإنجليزية)